# Skolion

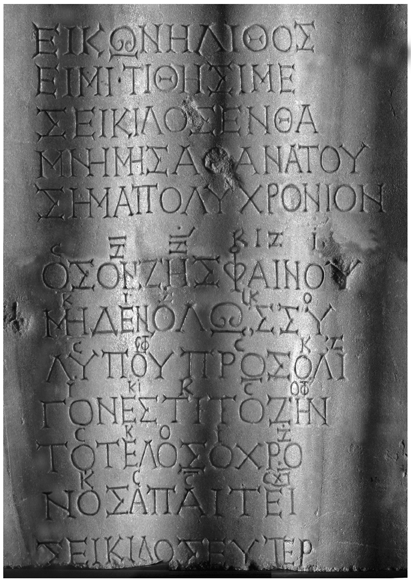
Het Seikiloslied wordt gezien als skolion

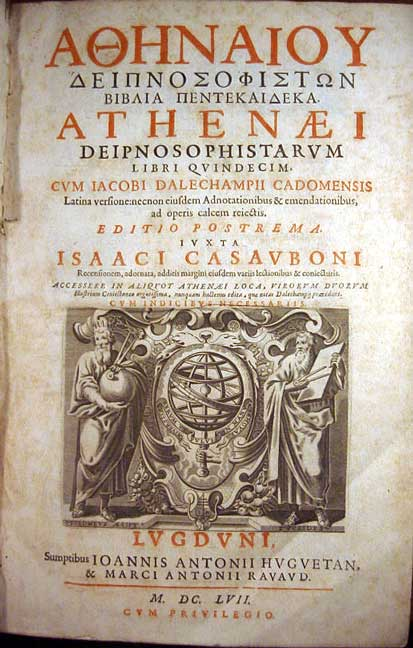
Een latijnse titelblad van de uitgave Deipnosophistae van de Griekse schrijver Athenaeus van Naucratis

Een skolion (Oudgrieks σκόλιον) is een (min of meer) geïmproviseerd drink- of feestlied dat voorkwam in het oude Griekenland. Het genre van skolions vindt zijn oorsprong in de archaïsche periode.

## Gebruik
Een skolion werd door de deelnemers van een gastmaaltijd ter verpozing gezongen. Daarbij werd voor de begeleiding gebruikgemaakt van een mirretwijg of de lyra die werd doorgegeven van gast naar gast. Hierbij varieerden de gasten vaak op elkaars humoristische, satirische of gevatte teksten.
Naast bekende verzen van tijdgenoten of overleden dichters die gereciteerd en geparafraseerd werden, kwam in het skolion ook dikwijls een ter plekke verzonnen tekst aan bod, waarbij in een min of meer vaststaand metrum een elegie of epigram werd gezongen, of een eenvoudig schema werd gevolgd dat uit twee of vier versregels bestond. In tegenstelling tot eenvoudige drinkliederen werd in het skolion dikwijls  politieke of filosofische satire als onderwerp gebruikt. Veelbezongen thema's waren bijvoorbeeld het vaderland, de liefde, de wijn, de goden, spreekwoorden en odes aan helden.

## Overlevering
De dichter en lyraspeler Terpandros, die grondlegger van de klassieke muziek in het oude Griekenland wordt beschouwd, wordt ook gezien als uitvinder van het skolion (7e eeuw voor Chr.), hoewel er bronnen zijn die beweren dat hij slechts voortborduurde op een reeds bestaande muzikale traditie. Bekende voorbeelden van het skolion zijn aangetroffen in het werk van de dichters Alkaios van Lesbos, Anacreon en Sappho. Pindaros schreef in latere tijd skolions voor koor en breidde daarmee het oorspronkelijke genre uit. De thematiek werd geleidelijk ook steeds meer op de godenverering gericht. De overlevering van originele skolions heeft in geschriften nauwelijks de tand des tijds overleefd. Uit de antieke periode zijn slechts weinig teksten bewaard gebleven, waaronder fragmenten van Timokreon met een polemiek tegen Themistocles, en een verzameling met  Attische Skolions, die Athenaeus van Naucratis in zijn geschrift Deipnosophistae beschreef. Het tekstfragment van het Seikiloslied wordt ook als skolion gezien.
Toen de Attische democratisering van de Attische staat door Clisthenes van Athene in de 5e eeuw v. Chr. plaatsvond, kwam er een einde aan het vooral bij de aristocraten populaire genre van skolions. Vanaf de Renaissance werd het skolion als 'genre' in onder andere Duitsland en Frankrijk min of meer 'herontdekt' en 'heruitgevonden' door diverse componisten en tekstdichters.